# Šosse Ėntuziastov
Šosse Ėntuziastov (in russo Шоссе Энтузиастов?) è una stazione della Metropolitana di Mosca, situata sulla linea Kalininskaja-Solncevskaja e inaugurata il 30 dicembre 1979.
Il tema della stazione è la battaglia per la libertà durante la storia della Russia. Šosse Ėntuziastov è decorata di vari colori e tonalità di marmo, che variano dal grigio scuro al giallo. Vi sono sculture e pitture sulle mura che riguardano soggetti rivoluzionari; al margine occidentale del corridoio centrale vi è una grande scultura, Fiamma della libertà, disegnata da A.N. Kuznecov.
Nel 2016 è stata aperta a poca distanza dalla stazione l'omonima stazione dell'anello centrale di Mosca.